# علم البلورات الإلكتروني

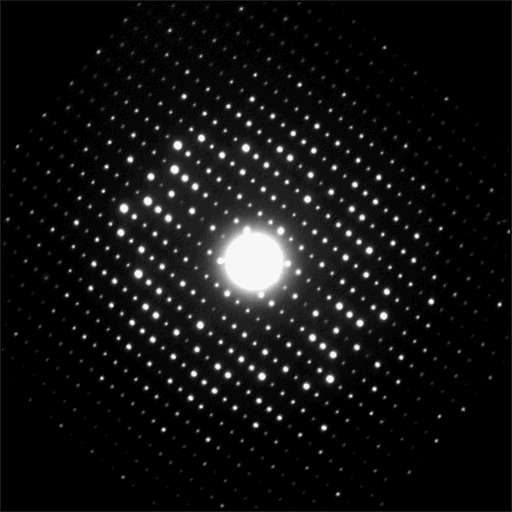

علم البلورات الإلكتروني (بالإنجليزية: Electron crystallography)‏ هي طريقة لتحديد ترتيب وتموضع الذرات في الأجسام الصلبة باستخدام المجهر الإلكتروني النافذ.

## مقارنة مع علم البلورات السيني
يكمِّل علم البلورات الإلكتروني علم البلورات السيني في دراسة البلورات الصغيرة جدا (أصغر من 0.1 ميكرومتر) سواء العضوية واللاعضوية، والبروتينات مثل البروتينات الغشائية التي لا يمكنها بسهولة تشكيل البلورات الكبيرة ثلاثية الأبعاد المطلوبة لهذه العملية. عادة ما تحدَّد بنى البروتينات من بلورات ثنائية الأبعاد (صفائح أو لوالب)، متعددات السطوح مثل القفيصة الفيروسية أو من بروتينات فردية مفككة. يمكن استخدام الإلكترونات في هذه الحالات- في حين لا يمكن استخدام الأشعة السينية- لأن الإلكترونات تتآثر بشكل أقوى مع الذرات من الأشعة السينية. تنتقل الأشعة السينية عبر البلورة ثنائية الأبعاد دون أن تحيد بشكل معتبر، في حين أنه يمكن استخدام الإلكترونات لتكوين صورة. عكسيا، التآثر الكبير بين الإلكترونات والبروتونات يجعل البلورات السميكة (أكبر من 1 ميكرومتر) عصية الاختراق على الإلكترونات التي لا تنفذ سوى لمسافات قصيرة.
إحدى الصعوبات الأساسية في علم البلورات السيني هو تحديد الأطوار في نمط الحيود. بسبب تعقيد عدسات الأشعة السينية، يصعب تكوين صورة للبلورة التي تخضع للحيود، ونتيجة لذلك تضيع معلومة الطور. لحسن الحظ يمكن للمجاهر الإلكترونية تحديد البنية الذرية في فضاء حقيقي، ويمكن تحديد معلومة طور عامل البنية البلوري تجريبيا من صورة تحويل فورييه. تحويل فورييه لصورة بدقة ذرية مماثل -لكنه يختلف عن- نمط الحيود المميز ببقع شبكية تبادلية تعكس تناظر وأبعاد البلورة. كان آرون كلوغ أول من أدرك أن معلومة الطور يمكن استخلاصها من تحويل فورييه لصورة مجهر إلكتروني تم مسحها إلى الحاسوب وذلك سنة 1968. لهذا الأمر ولدراساته حول بنى الفيروسات والرنا الناقل تحصل كلوغ على جائزة نوبل للكيمياء سنة 1982.

## بنى بروتينات حددت بواسطة علم البلورات الإلكتروني
أول بنية بروتين محددة بواسطة علم البلورات الإلكتروني تصل الدقة الذرية هي بنية الرودوبسين الجرثومي، التي حددها ريتشارد هندرسون وزملاؤه في مختبر علم الأحياء الجزيئي بمجلس البحوث الطبية سنة 1990. لكن مسبقا سنة 1975 كان أنوين وهندرسون قد حددا أول بنية لبروتين غشائي بدقة متوسطة (7 أنغستروم)، موضحين لأول مرة البنية الداخلية لبروتين غشائي كانت لوالب ألفا الخاصة به واقفة بشكل عمودي على سطح الغشاء. منذ ذلك الحين تم تحديد العديد من البنى عالية الدقة بواسطة علم البلورات الإلكتروني بما في ذلك المركب الجامع للضوء، مستقبل أسيتيل كولين النيكوتيني والسوط البكتيري. أكبر دقة لبنية بروتين محددة بواسطة علم البلورات الإلكتروني من بلورة ثنائية الأبعاد هي تلك الخاصة بقناة الماء أكوابورين. في سنة 2013 تم توسيع علم البلورات الإلكتروني إلى البلورات ثلاثية الأبعاد بفضل طريقة جديدة سميت حيود إلكتروني بلوري ميكروي [الإنجليزية] (MicroED).